# Бюджетирование фильма
Бюджетирование фильма или составление бюджета фильма относится к процессу, с помощью которого линейный продюсер, начальник производства или отдел бухгалтерии готовит бюджет для производства фильма. Этот документ используется для обеспечения финансирования подготовки к производству и самого производства фильма. Для сокращения расходов используют принципы прототипирования, когда бюджетный план многократно перерабатывается и оптимизируется. Бюджет обычно делится на четыре раздела: 
- над линией (сценарист, продюсер, режиссёр с помощниками, ключевые звёзды),
- под линией (прямые производственные затраты и остальной персонал, не оказывающий большого творческого влияния на проект),
- постпроизводство (монтаж, визуальные эффекты и другое),
- и другие ( страхование, гарантии завершения кинопроизводства и другое).

Бюджет не включает рекламу и маркетинг фильмов, ответственность за которые несёт дистрибьютор фильмов. Финансирование фильма может быть получено от частного инвестора, спонсора, продукта, киностудии, развлекательной компании и / или личных средств создателя проекта. Авторы, чьи бюджетные запросы не соответствуют результатам, не продвигаются по карьерной лестнице или теряют зрителя.
Когда дело доходит до отчётности по бюджету фильма, сумма бюджета представляет собой валовой бюджет, который представляет собой общую сумму фактических расходов на создание проекта, и его не следует путать с чистым бюджетом, который представляет собой окончательный результат для производителя после получения государственных льгот или скидок (если стоимость товара 1000 рублей, но у вас есть купон на скидку в 200 рублей, ваши валовые расходы всё равно составляют 1000 рублей). Одним из последствий утечки данных у Sony стала публикация бюджетной информации о многих фильмах и телепередачах, включая фильм «Пиксели» Адама Сэндлера 2015 года. Стоимость производства составила 129,6 млн. долл., что и указывалось, как потраченная сумма на производство фильма. А чистый бюджет Sony составил 111 млн. долл. после того, как они получили государственную скидку в Канаде, которая покрыла часть их валовых расходов (затрат) в размере чуть более 18 млн. долл.

## Составляющие бюджета
Надо помнить, что чем лучше подготовка, тем меньше получается бюджет. И тем меньше вероятность возникновения дополнительных непредвиденных расходов.
- Авторские права на историю. Право на создание фильма, основанного на пьесе, романе, мюзикле или видеоигре, или в виде ремейка или сиквела, может стоить от двух тысяч долларов (например, «Покидая Лас-Вегас») до более 250 миллионов долларов (например, сериал Властелин колец).
- Сценарий : сценаристу из топового списка A-list может быть выплачено от 100 000 до 2 млн. долл. за написание сценария, в том числе 400 000 долл. в неделю за внесение правок.[5] Скриптдоктор может дорабатывать сценарий за 100 000 или 200 000 долл. в неделю. В последнее время Columbia Pictures предлагает лучшим сценаристам 2% от валовой прибыли (после вычета бюджета на производство и маркетинг). Оригинальный сценарий сценариста, входящего в Гильдию сценаристов США может стоить от 69499 долл.[6] и свыше 5 млн. долл (например, гонорар М. Найт Шьямалана за сценарий Неуязвимого).
- Продюсеры: продюсеры фильмов и исполнительные продюсеры часто получают хорошую зарплату, при этом главный продюсер зарабатывает аванс в виде семизначной зарплаты в долларах, то есть более 1 млн. долл. А также дополнительно бонусы и долю прибыли. За «Человека-паука» (2002) продюсеру Лауре Зискин заплатили более 30 млн. долл.
- Режиссёр: Гильдия режиссёров Америки установила минимальный гонорар в размере 19 143 долл. в неделю, продолжительностью от 10 недель работы.[7] Режиссёр может получить от 5 до 10 млн. долл. за фильм.
- Актёры: в то время как основная часть актёров обычно оплачивается по стандартной ставке Гильдии актеров, составляющей около 2300 долл. в неделю,[8] знаменитые кинозвёзды могут требовать до 30 млн. долл. за фильм, плюс бонусы (личный транспорт и другие привилегии по райдеру), а также процент от валовой прибыли проекта.[9] Иногда актёр получает минимальную оплату в обмен на более высокий процент прибыли. Массовка, входящая в профсоюз, получает около 130 долл. в день (плюс оплата сверхурочной работы или надбавка за собственные костюмы), но на низкобюджетных фильмах иногда может вообще ничего не оплачиваться, даже основная работа.
- Производственные затраты: затраты на производство фильма включают в себя заработную плату съёмочной группы, строительство, стоимость съёмок в прямом эфире, костюмы, питание, проживание, транспорт, проезд, охрана и другое. Оператор-постановщик обычно является самым высокооплачиваемым членом съёмочной группы.
- Визуальные эффекты: Стоимость CGI-графики и других визуальных эффектов в постпроизводстве в значительной степени зависит от объема работы, желаемого качества и имени конкретной компании ( Industrial Light and Magic - самая престижная и дорогая); Работа с большими эффектами, как в Аватаре или Властелине колец, может легко стоить до 100 млн. долл.
- Музыка: как правило, музыкальный бюджет основного фильма составляет около 2 процентов от итоговой суммы. У некоторых выше, так Человек-пауку музыка обошлась в 4,5 млн. долл. Лучшие композиторы просят оплату от 1 млн. долл. за 1 час оригинальной музыки к фильму . Для известных исполнителей, таких как Кристина Агилера (« Подводная братва» ) или Канье Уэст («Миссия невыполнима 3» ), стоимость оригинальной песни может составить около 1 млн. долл.; для ранее написанных работ около 300 000 долл. Иногда неизвестный исполнитель лицензирует права на свою песню за небольшую плату в обмен на рекламу и известность[10].
- Продвижение и реклама: в независимом кинематографе авторы фильма могут сами являться и дистрибьютерами продукта.

## Тактика сокращения расходов
- Сократить ночные сцены. Съёмка ночью требует мощного и дорогого освещения и ночные доплаты персоналу. Во время съёмок Сломанной стрелы (1996) удалось сократить расходы на несколько миллионов долларов, исключив из сценария ночные сцены. Однако в последние годы стало ночью снимать проще и дешевле благодаря современной технике. Некоторые режиссеры предпочитают снимать ночные сцены в дневное время, используя подход «день за ночь»[11].
- Избегать съёмок в популярных или коммерческих районах. Съёмка на мосту Золотые Ворота требует остановки дорожного движения, что наносит экономический ущерб городу Сан-Франциско. Такая съёмка сцены для Интервью с вампиром обошлась Warner Bros. в 500 000 долларов. Перенос части съёмок крупных планов на мост через залив Сан-Франциско-Окленд потенциально может сэкономить сотни тысяч долларов. Разные владельцы коммерческой недвижимости: гостиниц и ночных клубов более охотно разрешают снимать, чем другие. Некоторые производители низкобюджетных проектов стремятся снимать в общедоступных местах без получения разрешения. Или обращаются в кинокомиссии для получения бесплатных или льготных разрешений.
- Съёмка ранним утром в воскресенье. Остановить движение для автомобильной погони легче в ранние часы выходного дня.
- Сокращение количества съёмочных дней. Обычно один лист сценария требует одной смены на площадке. Для сокращения перестановок и переездов стараются снимать все сцены фильма в одной локации, а затем переходить к съёмкам в следующей локации и т.д. Линейный продюсер может помочь режиссёру ещё на стадии предпроизводства оптимально спланировать график съёмок и за счёт этого оптимизировать затраты. Количество съёмочных дней рассчитывается путём анализа съёмок аналогичных картин с учётом темпа работы конкретного режиссёра и количества трюковых сцен[12][13].
- Неизвестные начинающие актёры вместо звёзд. Если даже звезда соглашается сниматься бесплатно, могут возникнуть большие непредвиденные расходы на такси, проживание в гостинице, питание в ресторане и выполнение других пунктов райдера.
- Оплата работы режиссёра и звёзд после выхода фильма. Можно предложить сценаристу, режиссёру, продюсеру и актёрам более низкую оплату во время предпроизводства и производства в обмен на долю валовой прибыли фильма, полученной от показов и продажи авторских прав. Однако это может негативно сказаться на размере итоговой прибыли инвестора. К тому же могут возникнуть разногласия между заинтересованными сторонами, если размеры выплат будут рассчитываться не на основе валовой прибыли проекта, а чистой прибыли, которая может быть во много раз меньше или даже отрицательной в случае больших зарплат продюсеров или кассового провала. Так разногласия из-за методов бухгалтерского учета в Голливуде привели к ревизиям и судебным разбирательствам между Питером Джексоном и New Line Cinema после того, как студия объявила кинотрилогию «Властелин колец» проектом, не принёсшим прибыли, несмотря на сборы в размере более 2 млрд долл. И, таким образом, отказали в выплатах актёрам, издательству Tolkien Estate и Джексону.
- Персонал, не входящий в профсоюз. Европейские и американские профсоюзы подписывают обязательства со студиями и работниками о размере минимальных зарплат, льготах, страховках, дополнительных выплатах, что может значительно увеличить бюджет проекта. Режиссёр Роберт Родригес на своих проектах привлекал сотрудников, не входящих в профсоюзы. Однако это не вариант для некоторых студий, которые подписали контракты с профсоюзами — Гильдией режиссеров Америки (DGA), Гильдией писателей Америки (WGA) и Гильдией киноактеров (SAG).
- Съёмка в другом регионе. Например, многие голливудские фильмы, действие которых происходит в городах США, на самом деле снимаются в Канаде, чтобы сэкономить на зарплатах рабочих, проживании, разнице обменного курса валют. Кроме того, они пользуются организационной помощью кинокомиссий, рибейтами — федеральными и региональными субсидиями, предназначенными для развития и поддержки киноиндустрии и телевизионной индустрии. Многие штаты США отреагировали собственными налоговыми льготами (см. «Стимулы для производства фильмов в США»). Австралия, Венгрия, Чешская Республика, Германия, Мальта и Новая Зеландия - другие страны, в которых часто снимают голливудские фильмы. В России Фонд Кино также продвигает идею развития регионов для привлечения съёмочных групп и развития кинокомиссий, в особенности в Москве, Пермском и Приморском краях, Калининградской, Новгородской, Тульской областях, республике Крым.
- Кейтеринг. В случае низкобюджетного производства друзья режиссёра могут помочь с приготовлением еды для съёмочной группы. Однако надо не забывать, что настроение людей и настрой на рабочий лад сильно зависят от наполненности их желудков. Не надо забывать, что в большой группе есть разнообразие вкусов и предпочтений, кто-то предпочитает газировку с пиццей, другие веганскую или диетическую пищу. В итоге следует отдавать предпочтение здоровой и при этом калорийной еде, не забывать о диетах и аллергии отдельных людей, подавать еду горячей и вовремя. На площадке всегда должны быть доступны вода, чай, кофе, печенье, яблоки, бананы, хумус, энергетические батончики[14].
- Футажи и архивные материалы. Иногда бывает дешевле купить лицензию на чужие материалы на видеостоках, таких как Shutterstock или Getty Images, Depositphotos, Fotolia, чем снимать собственной съёмочной команде. Или же такой вариант подходит, если нет времени ждать нужного времени года или погоды. Другим вариантом становится использование архивных материалов из прошлых собственных проектов или архивов, таких как Государственный фонд кинофильмов Российской Федерации[15].

## Превышение бюджета
В США кинопроизводственная система строится на принципах непревышения запланированного бюджета.
Исключения бывают довольно редко, одним из таких ярких примеров является Титаник режиссёра Джеймса Кэмерона, который вернул свой гонорар студии за возросшие расходы.
Встречаются случаи, когда уменьшаются выплаты продюсерам, которые допустили увеличение бюджета. Могут возникать административные и уголовные преследования из-за растрат государственных инвестиций.

## Примеры
Хотя обычно студии не стремятся распространять детальную информацию о бюджетах, иногда общественности становятся известны детали благодаря утечкам или судебным разбирательствам.
Если бюджет фильма составляет до 2 млн. долл., то следует использовать подход, описанный в книге en:Planning the Low-Budget Film, автор en:Robert Latham Brown.

### Неуязвимый(2000)
- Права на историю и сценарий: 6 млн. долл.
- Продюсеры: 1 878 260 долл.
- Режиссёр (М. Найт Шьямалан и помощник): 15 081 749 долл.
- Актёры: 35 068 388 долл.
  - Брюс Уиллис: 20 млн. долл.
  - Сэмюэл Л. Джексон: 7 млн. долл.
  - Робин Райт Пенн: 2,5 млн. долл.
  - Другие актёры, каскадёры, проезд и проживание: 5 568 388 долл.
- Постпроизводство: 26 214 709 долл.
  - Визуальные эффекты: 1 млн. долл.
  - Музыка: 2 253 456 долл.

### Лара Крофт: Расхитительница гробниц 2 — Колыбель жизни(2003)
- Права на историю и сценарий: 4 млн. долл.
- Продюсеры: 4 млн. долл.
- Режиссёр (Ян де Бон): 5 млн. долл.
- Актёры: 17,25 млн. долл.
  - Анджелина Джоли: 12 млн. долл.
  - Другие: 250 тыс. долл.
  - Другое (вкл. надбавки Джоли): 5 млн. долл.
- Затраты на производство: 67 млн. долл.
  - Сценография и строительство: 17,8 млн. долл.
- Визуальные эффекты: 13 млн. долл.
- Музыка: 3,3 млн. долл.
- Редактирование: 3 млн. долл.
- Затраты на производство: 1,6 млн. долл.

### Терминатор 3: Восстание машин(2003)
- Права на историю (Carolco и Gale Anne Hurd): 19,5 млн. долл.
- Сценарий: 5,2 млн. долл.
  - Джон Д. Бранкато и Майкл Феррис: 1 млн. долл.
- Режиссёр (Джонатан Мостоу): 5 млн. долл.
- Продюсеры: 10 млн. долл.
- Актёры: 35 млн. долл.
  - Арнольд Шварценеггер: 29,25 млн. долл. + 20% валовой прибыли
  - Надбавки Шварценеггера: 1,5 млн. долл.
  - Остальная часть основного актёрского состава: 3,85 млн. долл.
  - Другие: 450 тыс. долл.
- Затраты на производство: 58 млн. долл.
- Затраты на постпроизводство: 4 млн. долл.
- Визуальные эффекты: 20 млн. долл.
- Музыка: 2 млн. долл.
- Прочие расходы: 33,6 млн. долл.

Итого : 187,3 млн. долл.

### Человек-паук 2(2004)
- Права на историю: 21 млн. долл.
- Сценарий: 10 млн. долл.
- Продюсеры: 15 млн. долл.
- Режиссёр (Сэм Рэйми): 10 млн. долл.
- Актёры: 30 млн. долл.
  - Тоби Магуайр: 17 млн. долл.
  - Кирстен Данст: 7 млн. долл.
  - Альфред Молина: 3 млн. долл.
  - Остальная часть актёрского состава: 3 млн. долл.
- Затраты на производство: 45 млн. долл.
- Визуальные эффекты: 65 млн. долл.
- Музыка: 5млн. долл.
  - Композитор ( Дэнни Эльфман ): 2 млн. долл.

Итого : 202 млн. долл.

### Сахара
Los Angeles Times представила расширенный анализ бюджета фильма Сахара, вышедшего в 2005 году. Документы стали общественным достоянием после судебного процесса с создателями фильма.

### Частые ошибки
- Отсутствие ведения фактического бюджета во время производства.
- Экономия на монтажёре, что в итоге сводит на нет усилия во время съёмок.
- Предположение, что всё будет идти по плану без экстренных дополнительных расходов[20].

## Программы
Для составления бюджета кинокартины используются следующие программы:
- Movie Magic Budgeting — использовалась на проектах Высоцкий. Спасибо, что живой и Белый тигр[21]
- Showbiz Budgeting — продукт компании MediaServices
- Celtx Budgeting — используется совместно с программой для написания сценариев en:Celtx
- Gorilla Budgeting — используется совместно с Gorilla Scheduling
- FarmersWife — аддон для сравнения планируемого бюджета с фактическим
- Hot Budget — наиболее популярная программа для составления коммерческих бюджетов[22]
- Google Документы — бесплатный онлайн-офис, работающий в веб-браузере без установки на компьютер пользователя
- Бесплатные шаблоны — документы, распространяемые бесплатно в интернете киношколами или съёмочными группами в качестве образца[23]